# Clara Morgane
Pour les articles homonymes, voir Morgane.
Emmanuelle Munos, dite Clara Morgane, née le 25 janvier 1981 à Marseille, est une animatrice de télévision, chanteuse et mannequin française. Elle commence sa carrière en tant qu'actrice pornographique (de 2000 à 2002).

## Biographie

### Mannequinat (1993-1999)
Clara Morgane, de son vrai nom Emmanuelle Munos, pose pour la première fois devant l'objectif à l'âge de douze ans pour l’agence de mannequins Houra. Développant un penchant pour l'exhibitionnisme, elle s'initie au naturisme avec son petit ami, à partir de 1997[réf. nécessaire].

### Actrice pornographique (2000-2002)
La future Clara Morgane quitte Marseille pour Paris en 2000 et décide de se lancer dans l’industrie du film pour adulte afin de « se trouver ». Elle définira cet état d’esprit comme une sorte de crise d’adolescence sur le tard et voit le cinéma « X » comme un moyen de s’émanciper de l’éducation rigoriste de ses parents. Elle tourne une première fois dans un film amateur au Cap d'Agde avec son petit ami de l'époque : c'est à l'occasion de cette vidéo, dans laquelle ils apparaissent sous les noms de « Vickie et Marco », que le jeune couple est remarqué pour la première fois. Leur rencontre avec le réalisateur Fred Coppula leur donne l'occasion de tourner dans des films X professionnels, produits par le studio Blue One. Emmanuelle prend alors le pseudonyme de Clara Morgane, tandis que son petit ami devient connu sous celui de Greg Centauro.
Clara Morgane se définit davantage comme une exhibitionniste que comme une véritable actrice pornographique. Elle tourne la quasi-totalité de ses scènes hétérosexuelles avec son compagnon Greg Centauro, à l'exception de deux scènes tournées avec l'acteur Ian Scott dans les films La Cambrioleuse et La Candidate. Elle participe également à des téléfilms érotiques produits par M6. En 2002, elle est Penthouse Pet du mois de mai de l'édition américaine du magazine Penthouse et devient la première Française à faire la une de la presse spécialisée internationale (Penthouse US, Playboy, etc.). Elle cesse d'interpréter des scènes pornographiques au bout de deux ans, en 2002. En 2003, elle apparaît dans un dernier film X, La Menteuse, où elle n'a cependant pas de scène hard, et s'essaie à la réalisation avec le film Luxure, dans lequel elle ne joue pas. Après s'être séparée de Greg Centauro, elle est la compagne de Fred Coppula pendant trois ans, de 2003 à 2006. Une autobiographie est publiée sur sa carrière d’actrice en 2003 : Sex Star.

### Présentatrice TV (2001-2015)
Dès 2001, Clara Morgane devient présentatrice du Journal du Hard sur Canal+, qu’elle anime pendant sept ans jusqu’en 2008. Elle donne ainsi rendez-vous jusqu’à parfois plus de deux millions de téléspectateurs tous les premiers samedis du mois. En 2007, Clara Morgane n’est plus exclusive à Canal + et signe chez NRJ 12 pour animer des émissions sur NRJ 12 aux côtés de Matthieu Delormeau tels que Les 50 Vidéos Stars ou Star et Magie.
En 2008, elle quitte Le Journal du hard et Canal+ et devient animatrice exclusivement sur NRJ 12 jusqu’en 2013. Elle y présente 2 éditions de NRJ Poker Star (une à Las Vegas, la seconde aux Caraïbes), les élections de Mister France de 2010 et 2011, les émissions Tellement People, puis Tellement People Investigation (plus de 500 000 téléspectateurs, un record pour la chaîne de la TNT) et enfin Tellement People : la saga, aux côtés de Stéphane Jobert. Lors d’une interview, l’animatrice critique l’omniprésence de la téléréalité sur la chaîne qui l'emploie. Elle apparaît par ailleurs de moins en moins sur cette chaîne, la version recyclée de Sagas rachetée par NRJ 12 à TF1 n’ayant pas su trouver son public. À la suite de deux prime-times décevants, la chaîne a décidé de supprimer définitivement l'émission. En revanche, Le Super Bêtisier, qu’elle coprésente avec Stéphane Jobert depuis 2011, est, lui, un succès. À partir d'octobre 2013, elle est également animatrice sur Discovery Channel pour présenter une émission similaire à Faites entrer l'accusé : Dans la tête du tueur.  Longtemps animatrice principale de NRJ 12 avec Matthieu Delormeau, elle est peu à peu écartée de la chaîne jusqu'en décembre 2014 où la chaîne la remercie et la remplace par Anne-Gaëlle Riccio pour la présentation des primes du Grand Bêtisier[réf. nécessaire].
La même année, elle devient la principale animatrice de Trace Sport Stars où elle anime tous les vendredis soir des soirées à thèmes : en octobre, Scandales VS Stars et en novembre Xtreme VS Stars. Pour décembre, Aymeric de Secret Story 8 la rejoint pour coanimer la série d'émissions de décembre Best VS Worst.

### Musique (2007-2016)

#### 1eralbum:DéClaraTions(2007)
En plus de son métier de présentatrice télé et de modèle, Clara Morgane décide de se lancer dans la chanson. Côté musique, elle rencontre différents artistes issus de l'univers du rap et du r'n'b afin d’enregistrer son album. Cette même année, le groupe de rock les Showdus sortent un single hommage à son ancienne carrière d’actrice : La Ballade de Clara Morgane. La première chanson est envoyée sur les ondes le 14 février 2007, il s'agit de J'aime, en duo avec le rappeur français Lord Kossity. La chanson est tout d'abord éditée sous le single du nom de Clara Morgane, en partenariat avec la boisson Gini. Le titre est accompagné de deux autres chansons : Altitude et Maternelle. La promotion du single se fait essentiellement dans les boîtes de nuits et dans les Virgin de France. En mai 2007 sort Sexy Girl, son second single, qui se classe à la quatrième place des ventes singles. Le 21 juin, Morgane chante sa chanson à l'occasion de la fête de la musique en direct sur France 2. Son album, DéCLARAtions, dont elle a coécrit tous ses textes, sort le 18 juin. Nous deux, le 3e single extrait de cet album est remixé pour son entrée sur Radio FG par le DJ français Hakimakli. Elle répond oui à l’invitation de Gérard Louvin de se produire sur la scène du Bobino tous les soirs à partir de septembre 2008 jusqu’en décembre de cette même année, la récente chanteuse y interprète deux chansons inédites IL et Même si je sais.

#### 2ealbum:Nuits blanches(2010)
Son deuxième album, de style électro-pop cette fois, intitulé Nuits blanches, voit le jour le 29 novembre 2010 (produit par son propre label et distribué par Sony Music). Les singles Le Diable au corps, Il et Good time en sont extraits. Le clip vidéo de IL est réalisé par Martin Fougerol qui réalise un strip-tease à l'envers grâce aux techniques de la caméra Phantom. En mai, Morgane sort son 3e single : Good Time. En outre, le titre Good Time est utilisé pour le générique de À la recherche du grand amour, sur cette même chaîne. Jey Didarko devient son compositeur et DJ dès l’été 2010, moment du lancement du single Le Diable au Corps. La même année, elle tourne dans Haut Perchée, un court métrage qu'elle a coécrit, tourné pour son album Nuits blanches. Il s'agit d'un scénario inquiétant sur le même thème que la campagne « KanCnonCnon » du collectif CFCV à laquelle elle avait participé en mai 2009 : la lutte contre le viol. Ce court-métrage servant également de support visuel à plusieurs de ses chansons tels que Vous, Le Diable au corps, Il, Même Si Je Sais, Good Time. Le 25 juin 2011, Morgane se produit à la Gay Pride de Paris et présente devant 50 000 personnes un medley de 15 minutes de ses singles les plus connus : Sexy Girl, J'aime, Le Diable au Corps et Good Time[réf. nécessaire]. En septembre 2011 sort un DVD pour accompagner le calendrier 2012 de Morgane réalisé par le photographe Xavier Dollin. Ce CD contient les chansons Vous, le remix IL vs Jey Didarko ainsi que le vidéoclip Mademoiselle X monté à partir d’images du making-of du calendrier. Le 14 février 2012, jour de la Saint-Valentin, Morgane collabore à nouveau avec Jey Didarko qu’elle présente désormais comme son compagnon et lance son nouveau single inédit Je t'adore qui permet aux fans d’apparaître sur le vidéoclip de la chanson grâce à une application de l’hébergeur WAT.TV. Cette chanson est intégrée dans la promotion de son album qu’elle poursuit en boîtes de nuits. Durant la même période et afin de promouvoir son titre, la chanteuse apparaît en vedette invitée dans Hollywood Girls, le nouveau feuilleton de NRJ 12 où elle joue son propre rôle. Grâce à sa présence, la série enregistre un record d'audience : 309 000 téléspectateurs. Peu de temps après, le chanteur Keen'v sort un album contenant une chanson parlant de la chanteuse intitulée Clara et faisant référence à son passé d'actrice de films pour adultes. Durant cet été, elle se marie en Corse, loin des objectifs photographiques des paparazzis, avec son compagnon depuis 3 ans, le producteur et DJ Jey Didarko. Afin de promouvoir son album électro, Clara Morgane a mis en place dès 2010 une tournée des clubs et des salons de la musique électronique avec son mari DJ Jey Didarko où elle s'est retrouvée aux côtés de DJ célèbres comme notamment Bob Sinclar.

#### 3ealbum:So Excited(2014)
Elle annonce son retour dans le milieu musical dès 2012 avec la sortie pour fin 2013 d'un troisième album baptisé La Parenthèse amoureuse axé sur des balades romantiques. Reporté à fin 2014, l'album est désormais décrit comme un album concept tournant autour d'un big band jazzy et est rebaptisé So Excited. Il est en lien direct avec son calendrier 2015 Show Girl, dont le visuel est tiré directement des années jazz, les années 1930. L'album est disponible en téléchargement légal le 10 octobre 2014 et la version physique de l'opus, sort le 5 février 2015, agrémentée d'un livret illustrant le disque. Le premier single, I'm So Excited est édité le 15 septembre 2014 et un second single, Ève, est publié en février 2015. Elle crée le Cabaret de Clara Morgane, un cabaret itinérant comprenant de nombreux artistes afin de promouvoir cet album. Les deux derniers singles de l’album sont Mon Étage et Ouvre, sorti respectivement en septembre 2015 et septembre 2016, en même temps que ses calendriers.

#### 4ealbum:7(2023)
En 2023, Clara Morgane lance un nouveau spectacle Au 7ème, qu’elle présente chaque mardi soir sur la scène de la Nouvelle Eve. Ce show mêle performances artistiques, acrobaties, effeuillage burlesque et humour, avec Clara entourée de six femmes. Afin de promouvoir le spectacle, Clara charge Quentin Mosimann de lui créer un album électro-pop moderne, avec des titres inédits écrits par elle-même, qui explorent des thèmes de féminité, de sensualité et de liberté. Parmi les morceaux phares, le duo avec Pascal Obispo, Et bleu, célèbre la diversité des femmes. L’album inclut aussi des titres comme Déshabillez-Moi, Ève et Mon Étage, qui allient rythmes électro et émotions intenses.

### Théâtre (2008-2015)
En juillet 2008, elle répond à l'invitation du Festival d'Anjou pour une lecture de textes érotiques en compagnie de l'acteur et metteur en scène, Nicolas Briançon. En 2012, Clara Morgane ajoute une nouvelle corde à son arc en consacrant son temps à deux projets de cabarets : une pièce de théâtre à La Pépinière-Théâtre et un spectacle burlesque. Pour la pièce de théâtre, elle collabore à nouveau avec Nicolas Briançon afin de jouer dans la pièce Cabaret Canaille, pièce mélangeant texte et chansons, aux côtés de trois comédiens et un pianiste. Elle y interprète notamment Les Nuits d'une demoiselle de Colette Renard. La pièce sera jouée tous les jeudis et vendredis jusqu'à la fin de l'année. Enfin, en ce qui concerne le show burlesque, elle intègre la revue BurlesQ du Pink Paradise et se produit aux côtés de Kitten De Ville, Kiki Beguin, Miss Glitter Painkiller et Valentina del Pearls du 4 octobre au 31 décembre 2012. Durant le spectacle, Morgane y interprète une chanson qui est une autre reprise de Serge Gainsbourg : La Javanaise.
En 2015, elle devient le rôle principal de l'adaptation théâtrale du film The Full Monty.

### Le Cabaret de Clara Morgane (depuis 2016)
Le 10 mars 2016, elle lance Le Cabaret de Clara Morgane, « plongeant les spectateurs dans l’univers noir et blanc des cabarets des années 1930 mêlant volupté, sensualité, glamour et spectacle ». Depuis, Clara Morgane et sa troupe parcourent les routes de France, Belgique et Suisse pour se produire devant les spectateurs de cabaret.

## Activités commerciales

### Péché Capital Média et Fabrik 48
Afin de gérer ses actifs (calendriers, publicités, applications, vêtements, émissions télés, clips, disques...), Clara Morgane a créé sa propre boîte de production, Péché Capital Média. Plus récemment, elle a ouvert avec son mari, Jey Olivier, la Fabrik 48 à Nanterre, un lieu où se retrouvent les artistes afin de se produire : on y trouve studio photo, plateaux télévisés, studio d'enregistrement, etc.

### Calendriers
À partir de 2002, Clara Morgane lance son propre calendrier sexy en partenariat avec Blue One puis à partir de l'année suivante avec le magazine FHM. En 2005, elle crée la société PCM (Pêché Capital Média) afin de gérer ses actifs liés aux calendriers et se lance dans le marché de la lingerie féminine en créant une ligne de sous-vêtements, Clara M, dont les thèmes sont les sept pêchés capitaux. À la suite du succès de la ligne Clara M, elle lance en 2009 une nouvelle ligne de sous-vêtements sexy : Shocking Princess. Cette même année, à la suite du succès de ses calendriers, elle signe un partenariat avec l’éditeur Hugo & Cie pour un grand format et 24 images. Le 9 décembre 2010, un documentaire d'environ 1 h 30 est diffusé sur NRJ 12 sur sa vie, de sa jeunesse à maintenant. En 2011, Clara signe un partenariat avec la maison d'édition Hugo&Cie qui sera désormais chargée de promouvoir ses calendriers et toutes ses publications allant des livres aux coffrets sexy sans oublier les cahiers de vacances et les agendas. À l'occasion des dix ans du calendrier de Clara Morgane, cette même année, Nicolas Rey écrit la préface du livre Double Jeu, un recueil des plus belles photos du mannequin les dix dernières années. En 2011, Clara déclare que ses calendriers se vendent au rythme de 200 000 exemplaires chaque année et en 2012, la barre des deux millions d’exemplaires a même été dépassée. Elle apparait en vedette invitée dans les Anges 3 pour une durée de deux épisodes, y présente son calendrier aux participants et leur propose de créer le leur, afin de soutenir l'association Meghanora. L'émission enregistre un record historique d'audience. Le 14 septembre 2012, pour lancer la promotion de son calendrier 2013, Morgane sort une version revisitée de Comme un boomerang de Serge Gainsbourg, illustrée par un clip making off de son shooting photo, photographié par Ghislain Yarhi. La veille de la mise en vente du calendrier dans les magasins, Clara Morgane a exposé au salon du Louvre en avant-première les 24 clichés sous forme de toiles qui composent le calendrier hommage à Gainsbourg et y a organisé une conférence de presse. Ces toiles ont été vendues aux enchères au profit de l'association Mécénat Chirurgie cardiaque-Enfants du monde en novembre 2012. En septembre 2013, mois de la sortie de son calendrier annuel, Clara Morgane propose cette fois-ci deux calendriers : Iconique, un calendrier où elle apparaît sur tous les mois sous un aspect sage et un aspect plus sulfureux, et Hommes 2014 où l'on trouve de nombreux hommes photographiés par elle-même. Comme depuis trois ans maintenant, elle propose un son électro pour accompagner le making-of des séances photo de son calendrier. Cette fois-ci, il s'agit de Ce qu'il me faut, un titre qui sera disponible en acoustique sur son prochain album dont le texte est extrait de Gamiani ou Deux nuits d'excès, d’Alfred de Musset.

### Applications
Elle se lance très tôt[Quand ?] dans l'envoi de photos tarifé par MMS pour les téléphones portables. Plus récemment, courant mars et avril 2013, elle lance trois applications pour téléphones Android : Sexy Weather, In Bed With et Clara O Clock.

### Télévision
Clara Morgane est apparue de nombreuses fois dans les émissions de divertissements afin de promouvoir ses émissions de télévision ainsi que son merchandising. Elle fait sa dernière apparition en tant que star du film érotique le 9 juin 2001 sur France 2 dans Tout le monde en parle, et le 29 mars 2003 pour promouvoir sa biographie. Thierry Ardisson réinvite l'artiste dans Salut les Terriens (en 2007 et 2014). Elle est régulièrement l'invitée de Cauet que ce soit au sein de La Méthode Cauet (de 2003 à 2007), CaueTivi (en 2005) ou Bienvenue chez Cauet (en 2012), de Patrick Sébastien dans Le Plus Grand Cabaret du monde (2004, 2009 et 2011) et Morandini !. En 2004, elle participe à 93, faubourg Saint-Honoré sur Paris Première, Les Hyènes et deux fois le 19h10 pétantes puis en 2005, C'était mieux hier ?, Paris Dernière, Radio +, On ne peut pas plaire à tout le monde et Les enfants de la télé. En 2008, elle apparait à l'unique édition des MDR Awards du rire organisé par la chaîne NRJ 12. Plus récemment elle réalise ses promotions télévisés sur Le Mag et dans Touche pas à mon poste !. En 2021, elle participe à l'émission On est en direct animée par Laurent Ruquier, dans le but de faire la promotion de son cabaret.
En 2013, elle est candidate dans l'émission Ice Show, une compétition de patinage artistique, présentée par Stéphane Rotenberg sur M6, dans l'équipe de Sarah Abitbol, au côté de Norbert Tarayre. Bien que partant favorite du programme, elle est éliminée dès le premier prime-time du 27 novembre au cours duquel elle a interprété un tableau sur Le Lac des cygnes, clin d’œil à la danse classique qu'elle a pratiquée plus jeune. Malgré son élimination, elle est à nouveau présente la semaine suivante et interprète une prestation spectaculaire sur fond de Wrecking Ball de Miley Cyrus qui n'est cependant pas comptée dans le concours.
À l'automne 2019, elle participe à la dixième saison de l'émission Danse avec les stars sur TF1, aux côtés du danseur Maxime Dereymez, et termine sixième de la compétition. La même année, elle intègre l'émission de Cyril Hanouna intitulée La Grande Darka, sur C8, en tant que chroniqueuse.
En 2023, elle participe à l'émission de télé-réalité, Bienvenue au monastère, pour la chaine de télévision C8, filmée au sein du couvent Saint-Dominique de Corbara en Corse. Deux « coachs spirituels », sœur Catherine Thiercelin (communauté des Béatitudes) et frère Baudouin Ardillier (communauté Saint-Jean), participent à l'émission avec quelques personnalités « people » dont Clara Morgane, Delphine Wespiser, Fabienne Carat et Paul El Kharrat. 

#### Publicités et campagnes
En plus d'être mannequin pour ses propres produits (calendriers, médias, livres, lingerie…), Clara Morgane a été l'égérie d'Internity, des déodorants Axe à de nombreuses reprises, de la compagnie de livraison de Adrexo, de la boisson Gini et plus récemment de Jardin d'Orante. Elle a également fait des spots publicitaires pour des numéros d'appels et de SMS de téléphone rose (téléchargement d'images à son effigie).

## Activités philanthropiques et caritatives
En mai 2009, Clara s'engage dans la campagne contre le viol « Kan C Non » et tourne un court métrage mettant en scène un plombier qui vient à la rescousse d'une jeune femme qui a des problèmes de plomberie (scénario basique d'un film X). Le plombier s'imagine que la femme a tout orchestré car elle désire avoir une relation sexuelle avec ce dernier. Sauf qu'il s'avère que le désir n'est pas réciproque...
En 2011, elle devient la marraine de l'association Meghanora qui lutte contre le cancer du rein de l'enfant et reverse les gains des ventes du Calendrier des Anges 3 à cette association.
En 2012, Clara reverse les gains de ventes aux enchères des tableaux issus d'un shooting photo au profit de l'association. Elle défile pour la seconde fois au 20e salon du chocolat à Paris, le 28 octobre 2014, au profit de cette même association.
Le 27 janvier 2013, elle soutient officiellement le projet de loi ouvrant le mariage aux homosexuels en apparaissant dans la vidéo de soutien Oui, je le veux, aux côtés de personnalités comme Anggun, Arielle Dombasle, Michal ou encore Alex Goude.

## Filmographie

### Films pornographiques

#### En tant qu'actrice
- 2000 : Rêveries exclusives (créditée sous le pseudonyme Vickie)
- 2001 : Max 2 de Fred Coppula : Clara
- 2001 : La Collectionneuse de Fred Coppula : Clara
- 2001 : Projet X de Fred Coppula : elle-même
- 2001 : Faites L'Amour avec Clara Morgane de Fred Coppula
- 2002 : Le Journal de Pauline de Fred Coppula : Lise
- 2002 : Les Dessous de Clara Morgane de Fred Coppula
- 2002 : La Cambrioleuse de Fred Coppula : la suspecte
- 2002 : La Candidate de Fred Coppula : Emma
- 2002 : Faites vibrer Clara Morgane (dvd bonus) de Fred Coppula
- 2003 : La Sulfureuse de Fred Coppula (caméo, rôle non sexuel - film érotique)
- 2004 : La Totale de Fred Coppula (caméo, rôle non sexuel)

#### En tant que réalisatrice
- 2003 : Luxure

### Cinéma
- 2000 : Scary Movie de Keenen Ivory Wayans (bonus DVD seulement) : Clara
- 2001 : Scary Movie 2 de Keenen Ivory Wayans (bonus DVD seulement) : Clara
- 2003 : Snowboarder d'Olias Barco : la strip-teaseuse
- 2010 : Haut Perchée (court métrage) de Sébastien Spelle : Clara

### Télévision

#### Téléfilms érotiques
- 2001 : Perverse Léa de Bruno Costes : Virginie
- 2002 : La Dernière Fille (également intitulé Passage à l'heure d'été) de Benjamin Beaulieu : Aurélie
- 2003 : Manuela ou l'Impossible Plaisir de Marc Riva : Chloé
- 2003 : Laure ou Une sensuelle rencontre de Bruno Costes : Marianne, la petite amie de Paul

#### Séries télévisées
- 2008 : Brother and Brother
- 2012 : Hollywood Girls (saison 1, épisodes 13 et 14) sur NRJ12
- 2025 : Escort Boys (saison 2)

#### Documentaires
- 2001 : Clara Morgane fait son show (documentaire pornographique) de Fred Coppula
- 2003 : La Petite Morte d'Emmanuelle Schick
- 2007 : Suivez-moi... de Sylvain Franchet
- 2010 : Les 1001 vies de Clara Morgane

## Émissions de télévision

### Animatrice
- 2001-2008 : Le Journal du hard - Canal+
- 2007 : @ vos clips - W9
- 2007-2009 : Les 50 vidéos stars (avec Matthieu Delormeau) - NRJ 12
- 2007-2014 : Tellement People - NRJ 12
- 2007 : Poker Academy - NRJ 12
- 2008 : NRJ Poker Star : Las Vegas - NRJ 12
- 2009 : Poker : Mission Caraïbes - NRJ 12
- 2009-2011 : Élection de Mister France - NRJ 12
- 2010 : World Music Awards - NRJ 12
- 2010-2013 : Stars et Magie (avec Matthieu Delormeau) - NRJ 12
- 2011-2015 : Le Super Bêtisier (avec Stéphane Jobert) - NRJ 12
- 2013-2014 : Dans la tête du tueur (avec MC Jean Gab'1) - Discovery Channel
- 2014 : Les Vendredis Scandales - Trace Sport Stars
- 2014 : Trace Urban Music Awards (avec Issa Doumbia) - Trace Urban
- 2014 : Xtrem VS Stars - Trace Sport Stars
- 2014 : Best Fridays (avec Aymeric Bonnery) - Trace Sport Stars

### Candidate / participante
- 2004 : Zone rouge sur TF1
- 2007 : Le Grand Quiz du cerveau sur TF1
- 2009 : Mes parents vont t'adorer (épisode 9) : caméra cachée
- 2009 : Max les veut toutes : caméra cachée
- 2011 : Les Anges de la télé-réalité (saison 3 : Les Anges 3 : I Love New York) sur NRJ12 : 3 épisodes
- 2013 : Ice Show (M6) : candidate
- 2014 : Qu'est-ce que je sais vraiment ? (M6) : participante
- 2014 : On n'demande qu'à en rire (France 2) : apparition
- 2014 : Pièges de stars : caméra cachée
- 2015 : Le Grand Blind Test sur TF1
- 2015 et 2016 : L'Œuf ou la Poule ? (D8) : participante
- 2016 : Le Meilleur Pâtissier (M6) : candidate
- 2016 : Les Recettes pompettes
- 2019 : Danse avec les stars (TF1) : candidate
- 2019-2020 : La Grande Darka : chroniqueuse (C8)
- 2020 : Touche pas à mon poste ! : chroniqueuse (C8)
- 2021 : Les Reines du shopping (Spéciale Célébrités) sur M6 : candidate
- 2024 : Bienvenue au monastère sur C8 : participante
- 2024 : Le Grand Concours sur TF1
- 2024 : 100 % logique sur France 2 : candidate

## Discographie

### Albums
- 2007 : DéCLARAtions
- 2010 : Nuits blanches
- 2014 : So Excited
- 2023 : 7

## Publications
| En tant que modèle - 2018 : Rouge, par Jey Olivier, Hugo Image, 2017 - 2017 : Chronique d’une rêverie, par Jey Olivier, Hugo Image, 2016 - 2016 : RDV de 5 à 7, par Jey Olivier, Hugo Image, 2015 (ISBN 978-2755619027) - 2015 : Show Girl, par Alexandre Roux et Jey Olivier, Hugo Image, 2014 (ISBN 978-2755615845) - 2014 : Iconique, par Ghislain Yarhi, Hugo Image, 2013 (ISBN 978-2846282864) - 2013 : Comme un Boomerang, par Ghislain Yarhi, Hugo Image, 2012 (ISBN 978-2755609981) - 2012 : Mademoiselle X, par Xavier Dollin, Hugo Image, 2011 - 2011 : Clara Morgane 2011 par Xavier Dollin (Hugo & Cie) - 2010 : Naked Music par Rankin (FHM) - 2009 : Clara Morgane, photographiée par Rankin (FHM) - 2008 : Instants Volés par Bacalma (FHM) - 2007 : Clara Morgane 2007 (FHM) - 2006 : Do Brasil, par Antoine Verglas (Maximal) - 2005 : Les Chics Filles (Maximal) - 2004 : Les Interdits de Clara (Maximal) - 2003 : Clara Morgane Calendrier 2003 (FHM) - 2002 : Clara Morgane (Blue One) En tant que directrice artistique - 2018 : Les pompiers, déshabillés par Clara Morgane, Hugo Image, 2017 - 2016 : Reitzel 2016 par Clara Morgane (PCM) - 2014 : Les Pin-up de la télé-réalité par Alexandre Roux (Hugo & Cie) - 2014 : Les Hommes, photographiés par Clara Morgane par Ghislain Yarhi (Hugo & Cie) - 2012 : Les Anges de la télé-réalité 3 par Antoine Verglas - L'agenda calendrier 2016, Hugo Image, 2015, (ISBN 978-2755619294) - L'agenda calendrier 2015, Hugo Image, 2014, (ISBN 978-2755615401) | - Fantaisie Érotique no 8 : Clara Morgane, 2003 - Sex Star, Adcan Édition, 2003 (ISBN 978-2-84814-009-4) - Kama Sutra : Plaisirs et positions amoureuses, Adcan Édition, 2002 (ISBN 978-2951657212) et Éditions Blanches, 2009 (ISBN 978-2846282222) - Double Jeu, Éditions Blanche, 2011 (ISBN 978-2846282871) - L'essentiel, Éditions Blanche, 2012 (ISBN 2846283141) - Galerie Photos, Éditions Blanche, 2012 (ISBN 978-2755611083) - Best of Starring Clara Morgane, Hugo Image, 2017 (ISBN 978-2755611083) - Invitations Amoureuses, Éditions Blanche, 2011 (ISBN 978-2846282680) - Invitations Coquines, Éditions Blanche, 2011 (ISBN 978-2846282697) - Jeux Sensuels, Éditions Blanche, 2011 (ISBN 978-2846282710) - Invitations Sensuelles, Éditions Blanche, 2011 (ISBN 978-2846282918) - Invitations Sexy, Éditions Blanche, 2011 (ISBN 978-2846282703) - Ange ou démon, Éditions Blanche, 2011 (ISBN 978-2846282864) - Love Dance, Éditions Blanche, 2012, (ISBN 978-2846283113) - Love Poker, Éditions Blanche, 2012 (ISBN 978-2846283120) - Soirée sensuelle, Éditions Blanche, 2012 (ISBN 978-2846283106) - Salon de plaisirs, Éditions Blanche, 2013 (ISBN 978-2846283359) - Liaisons dangereuses, Éditions Blanche, 2013 (ISBN 978-2846283342) - Début de soirée amoureuse, Éditions Blanche, 2014 (ISBN 978-2846283533) - So Excited, Éditions Blanche, 2015 (ISBN 978-2846283601) - Interdit aux Garçons, Éditions Blanche, 2015 (ISBN 978-2846285544) - Sexy Mémo, Éditions Blanche, 2015 (ISBN 978-2846285551) |

## Théâtre
- 2008 : Lecture des Lettres Érotiques de Nicolas Briançon
- 2012 : Cabaret Canaille de Nicolas Briançon[24]
- 2015 : Ladies Night[53]
- 2016-2023 : Le Cabaret de Clara Morgane
- Depuis 2023 : Au 7ème

### Le Cabaret de Clara Morgane (2016-2019)
- Dates (11) :

| Date             | Ville     | Pays     | Lieu             |
| ---------------- | --------- | -------- | ---------------- |
| 12 octobre 2018  | Royan     | France   | Casino Barrière  |
| 13 octobre 2018  | Bordeaux  | France   | Casino Barrière  |
| 20 octobre 2018  | Deauville | France   | Casino Barrière  |
| 10 novembre 2018 | Albi      | France   | Salon du Mariage |
| 16 novembre 2018 | Toulouse  | France   | Kalinka          |
| 23 novembre 2018 | Paris     | France   | Oh César !       |
| 21 décembre 2018 | Paris     | France   | Oh César !       |
| 25 janvier 2019  | Paris     | France   | Oh César !       |
| 14 février 2019  | Toulouse  | France   | Casino Barrière  |
| 22 mars 2019     | Enghien   | Belgique | Casino Barrière  |

## Ligne de vêtements
- 2016 : « Lemon Curve » (lingerie), Lemon Curve.
- 2013 : « Life is a Joke » (tee-shirt), Eleven Paris.
- 2007 : « Shocking Princess » (lingerie érotique), PCM.
- 2004 : « Clara M. » (lingerie féminine basé sur les 7 péchés capitaux), PCM.
- 2002 : « Olly Gan rhabille les hommes. Pas moi »,   Olly Gan